# 人工子宮
人工子宮（じんこうしきゅう）とは、人工的に作られた子宮。

## 概要
哺乳類の繁殖に用いられる子宮を人工的に再現したもので既に動物実験が進められている。

## 構造
受精卵に外部から栄養や酸素を供給する。体外の装置で胎児を育てる方法と体内に移植する方法の2つの技術が存在する